# 포켓몬스터 비디오 게임 목록
| 1996 | 레드·그린                       |
| 1996 | 블루                            |
| 1997 |                                 |
| 1998 | 피카츄                          |
| 1999 | 금·은                           |
| 2000 | 크리스탈                        |
| 2001 |                                 |
| 2002 | 루비·사파이어                   |
| 2003 |                                 |
| 2004 | 파이어레드·리프그린             |
| 2004 | 에메랄드                        |
| 2005 |                                 |
| 2006 | DP 디아루가·펄기아              |
| 2007 |                                 |
| 2008 | Pt 기라티나                     |
| 2009 | 하트골드·소울실버               |
| 2010 | 블랙·화이트                     |
| 2011 |                                 |
| 2012 | 블랙 2·화이트 2                 |
| 2013 | X·Y                             |
| 2014 | 오메가루비·알파사파이어         |
| 2015 |                                 |
| 2016 | 썬·문                           |
| 2017 | 울트라썬·울트라문               |
| 2018 | 레츠고! 피카츄·레츠고! 이브이   |
| 2019 | 소드·실드                       |
| 2020 |                                 |
| 2021 | 브릴리언트 다이아몬드·샤이닝 펄 |
| 2022 | LEGENDS 아르세우스              |
| 2022 | 스칼렛 바이올렛                 |

《포켓몬스터》는 게임 프리크가 개발하고 닌텐도와 포켓몬 컴퍼니가 배급하는 롤플레잉 비디오 게임 시리즈이다. 시리즈가 전개되면서 타 회사가 개발한 외전들 또한 출시됐다. 본편 시리즈는 롤플레잉 비디오 게임들로 구성되나, 외전들은 액션 롤플레잉, 퍼즐, 격투, 디지털 펫과 같은 광범위의 장르로 확장했다. 대다수의 《포켓몬스터》 비디오 게임들은 닌텐도의 휴대용 및 가정용 게임기 독점 타이틀로서 출시됐다.

## 본편 게임 및 리메이크
| 제목 | 설명 |
| --- | --- |
| 《포켓몬스터 레드·그린》 발매일: - 일본: 1996년 2월 26일 - 북미: 1998년 9월 28일 - 유럽: 1999년 10월 5일                                                         | 플랫폼별 발매연도: 1996 – 게임보이 2016 – 3DS 버추얼 콘솔 |
| 《포켓몬스터 레드·그린》 발매일: - 일본: 1996년 2월 26일 - 북미: 1998년 9월 28일 - 유럽: 1999년 10월 5일                                                         | 참조: - 《포켓몬스터》 시리즈 최초의 제품군. - 1세대 포켓몬 소개. - 《포켓몬스터 레드·그린》판은 일본에서만 출시. - 《포켓몬스터 레드》, 《그린》과 《블루》의 총합 판매량은 게임보이 게임들 중 《테트리스》 다음으로 두 번째로 가장 많음. - 서양판 제목은 《포켓몬 레드·블루》로, 일본판 《레드》와 《그린》의 버전별 독점 포켓몬 차이와 일본판 《블루》의 업데이트가 반영됨. - 《포켓몬스터 레드·그린》의 리메이크 《포켓몬스터 파이어레드·리프그린》는 게임보이 어드밴스로 2004년 출시. - 《포켓몬스터 레드·그린》는 2016년 닌텐도 3DS 버추얼 콘솔로 출시. |
| 《포켓몬스터 블루》 발매일: - 일본: 1996년 10월 15일 (코로코로 코믹) - 일본: 1999년 10월 10일 (소매)                                                             | 플랫폼별 발매연도: 1996 – 게임보이 (코로코로 코믹) 1999 - 게임보이 (소매) 2016 – 3DS 버추얼 콘솔 |
| 《포켓몬스터 블루》 발매일: - 일본: 1996년 10월 15일 (코로코로 코믹) - 일본: 1999년 10월 10일 (소매)                                                             | 참조: - 《포켓몬스터 블루》는 《포켓몬스터 레드·그린》 출시 8달 후 발매됐으며 강화된 그래픽과 추가대사가 존재. - 《포켓몬스터 블루》는 일본에서만 출시. - 이후 서양에서 출시된 《포켓몬 레드·블루》에 변경점이 반영됨. - 《포켓몬스터 레드》, 《그린》과 《블루》의 총합 판매량은 게임보이 게임들 중 《테트리스》 다음으로 두 번째로 가장 많음. - 《블루》는 닌텐도 3DS 버추얼 콘솔로 2016년 발매. |
| 《포켓몬스터 피카츄》 발매일: - 일본: 1998년 9월 12일 - 북미: 1999년 10월 18일 - 호주: 1999년 9월 3일 - 유럽: 2000년 6월 16일                                    | 플랫폼별 발매연도: 1998 – 게임보이 2016 – 3DS 버추얼 콘솔 |
| 《포켓몬스터 피카츄》 발매일: - 일본: 1998년 9월 12일 - 북미: 1999년 10월 18일 - 호주: 1999년 9월 3일 - 유럽: 2000년 6월 16일                                    | 참조: - 일본에선 《포켓몬스터 피카츄》, 서양에선 《포켓몬 옐로》라는 제목으로 출시. - 포켓몬(피카츄)이 주인공 뒤를 따라다니는 최초의 게임. - 닌텐도 3DS 버추얼 콘솔로 2016년 재발매. |
| 《포켓몬스터 금·은》 발매일: - 일본: 1999년 11월 21일 - 호주: 2000년 10월 13일 - 북미: 2000년 10월 15일 - 유럽: 2001년 4월 6일 - 한국: 2002년 4월 24일           | 플랫폼별 발매연도: 1999 – 게임보이 컬러 2017 – 3DS 버추얼 콘솔 |
| 《포켓몬스터 금·은》 발매일: - 일본: 1999년 11월 21일 - 호주: 2000년 10월 13일 - 북미: 2000년 10월 15일 - 유럽: 2001년 4월 6일 - 한국: 2002년 4월 24일           | 참조: - 2세대 포켓몬 소개. - 1세대 게임의 3년 후가 배경. - 리메이크 《포켓몬스터 하트골드·소울실버》가 2009년 닌텐도 DS로 발매. - 닌텐도 3DS 버추얼 콘솔로 2017년 재발매. - 2002년 한국에서 처음 출시된 포켓몬 게임. - 색이 다른 포켓몬이 처음 등장. |
| 《포켓몬스터 크리스탈》 발매일: - 일본: 2000년 12월 14일 - 북미: 2001년 7월 29일 - 호주: 2001년 9월 30일 - 유럽: 2001년 11월 2일                                 | 플랫폼별 발매연도: 2000 – 게임보이 컬러 2018 – 3DS 버추얼 콘솔 |
| 《포켓몬스터 크리스탈》 발매일: - 일본: 2000년 12월 14일 - 북미: 2001년 7월 29일 - 호주: 2001년 9월 30일 - 유럽: 2001년 11월 2일                                 | 참조: - 《포켓몬스터 금·은》의 강화판. - 시리즈 첫 번째로 여자 주인공 도입. - 닌텐도 3DS 버추얼 콘솔로 2018년 재발매. |
| 《포켓몬스터 루비·사파이어》 발매일: - 일본: 2002년 11월 21일 - 북미: 2003년 3월 19일 - 호주: 2003년 4월 3일 - 유럽: 2003년 7월 25일                             | 플랫폼별 발매연도: 2002 – 게임보이 어드밴스 |
| 《포켓몬스터 루비·사파이어》 발매일: - 일본: 2002년 11월 21일 - 북미: 2003년 3월 19일 - 호주: 2003년 4월 3일 - 유럽: 2003년 7월 25일                             | 참조: - 3세대 포켓몬 소개. - 리메이크 《포켓몬스터 오메가루비·알파사파이어》가 2014년 닌텐도 3DS로 출시. - 《루비》와 《사파이어》 총합 판매량은 게임보이 어드밴스 게임들 중 최다. - 1998년 포켓몬 컴퍼니가 설립 후 해당 회사가 배급한 최초의 게임. 닌텐도가 공동배급. - 이전 게임들의 포켓몬들 중 일부가 등장하지 않는 최초의 본편 게임. |
| 《포켓몬스터 파이어레드·리프그린》 발매일: - 일본: 2004년 1월 29일 - 북미: 2004년 9월 9일 - 호주: 2004년 9월 23일 - 유럽: 2004년 10월 1일                        | 플랫폼별 발매연도: 2004 – 게임보이 어드밴스 |
| 《포켓몬스터 파이어레드·리프그린》 발매일: - 일본: 2004년 1월 29일 - 북미: 2004년 9월 9일 - 호주: 2004년 9월 23일 - 유럽: 2004년 10월 1일                        | 참조: - 《포켓몬스터 레드·그린》의 리메이크. |
| 《포켓몬스터 에메랄드》 발매일: - 일본: 2004년 9월 14일 - 북미: 2005년 5월 1일 - 호주: 2005년 6월 9일 - 유럽: 2005년 10월 21일                                   | 플랫폼별 발매연도: 2004 – 게임보이 어드밴스 |
| 《포켓몬스터 에메랄드》 발매일: - 일본: 2004년 9월 14일 - 북미: 2005년 5월 1일 - 호주: 2005년 6월 9일 - 유럽: 2005년 10월 21일                                   | 참조: - 《포켓몬스터 루비·사파이어》의 강화판 |
| 《포켓몬스터DP 디아루가·펄기아》 발매일: - 일본: 2006년 9월 28일 - 북미: 2007년 4월 22일 - 호주: 2007년 6월 21일 - 유럽: 2007년 7월 27일 - 한국: 2008년 2월 14일 | 플랫폼별 발매연도: 2006 – 닌텐도 DS |
| 《포켓몬스터DP 디아루가·펄기아》 발매일: - 일본: 2006년 9월 28일 - 북미: 2007년 4월 22일 - 호주: 2007년 6월 21일 - 유럽: 2007년 7월 27일 - 한국: 2008년 2월 14일 | 참조: - 일본판 제목은 《포켓몬스터 다이아몬드》와 《포켓몬스터 펄》. - 4세대 포켓몬 소개. |
| 《포켓몬스터Pt 기라티나》 발매일: - 일본: 2008년 9월 13일 - 북미: 2009년 3월 22일 - 유럽: 2009년 5월 22일 - 호주: 2009년 5월 14일 - 한국: 2009년 7월 2일         | 플랫폼별 발매연도: 2008 – 닌텐도 DS |
| 《포켓몬스터Pt 기라티나》 발매일: - 일본: 2008년 9월 13일 - 북미: 2009년 3월 22일 - 유럽: 2009년 5월 22일 - 호주: 2009년 5월 14일 - 한국: 2009년 7월 2일         | 참조: - 일본판 제목은 《포켓몬스터 플래티넘》. - 《포켓몬스터DP 디아루가·펄기아》의 강화판. |
| 《포켓몬스터 하트골드·소울실버》 발매일: - 일본: 2009년 9월 12일 - 한국: 2010년 2월 4일 - 북미: 2010년 3월 14일 - 호주: 2010년 3월 25일 - 유럽: 2010년 3월 26일  | 플랫폼별 발매연도: 2009 – 닌텐도 DS |
| 《포켓몬스터 하트골드·소울실버》 발매일: - 일본: 2009년 9월 12일 - 한국: 2010년 2월 4일 - 북미: 2010년 3월 14일 - 호주: 2010년 3월 25일 - 유럽: 2010년 3월 26일  | 참조: - 《포켓몬스터 금·은》의 리메이크. |
| 《포켓몬스터 블랙·화이트》 발매일: - 일본: 2010년 9월 18일 - 유럽: 2011년 3월 4일 - 북미: 2011년 3월 6일 - 호주: 2011년 3월 10일 - 한국: 2011년 4월 21일         | 플랫폼별 발매연도: 2010 – 닌텐도 DS |
| 《포켓몬스터 블랙·화이트》 발매일: - 일본: 2010년 9월 18일 - 유럽: 2011년 3월 4일 - 북미: 2011년 3월 6일 - 호주: 2011년 3월 10일 - 한국: 2011년 4월 21일         | 참조: - 5세대 포켓몬 소개. - 스토리를 전부 돌파한 후에 전국도감이 해금되는 최초 본편 게임. |
| 《포켓몬스터 블랙 2·화이트 2》 발매일: - 일본: 2012년 6월 23일 - 북미: 2012년 10월 7일 - 호주: 2012년 10월 11일 - 유럽: 2012년 10월 12일 - 한국: 2012년 11월 8일 | 플랫폼별 발매연도: 2012 – 닌텐도 DS |
| 《포켓몬스터 블랙 2·화이트 2》 발매일: - 일본: 2012년 6월 23일 - 북미: 2012년 10월 7일 - 호주: 2012년 10월 11일 - 유럽: 2012년 10월 12일 - 한국: 2012년 11월 8일 | 참조: - 《포켓몬스터 블랙·화이트》의 2년 후가 배경인 정식 후속작으로, 전작 무대 하나지방 맵을 재사용하나 이야기의 흐름을 차이점이 존재. |
| 《포켓몬스터 X·Y》 발매일: - WW: 2013년 10월 12일 | 플랫폼별 발매연도: 2013 – 닌텐도 3DS |
| 《포켓몬스터 X·Y》 발매일: - WW: 2013년 10월 12일 | 참조: - 6세대 포켓몬 소개. - 포켓몬 게임 역사상 전세계 동시발매. - 완전 3D 폴리곤 그래픽을 최초로 도입한 본편 게임. - 트레이너 복장 기능 도입 - 메가진화 도입. |
| 《포켓몬스터 오메가루비·알파사파이어》 발매일: - WW: 2014년 11월 21일 - 유럽: 2014년 11월 28일                                                                   | 플랫폼별 발매연도: 2014 – 닌텐도 3DS |
| 《포켓몬스터 오메가루비·알파사파이어》 발매일: - WW: 2014년 11월 21일 - 유럽: 2014년 11월 28일                                                                   | 참조: - 《포켓몬스터 루비·사파이어》의 리메이크. |
| 《포켓몬스터 썬·문》 발매일: - WW: 2016년 11월 18일 - 유럽: 2016년 11월 23일                                                                                     | 플랫폼별 발매연도: 2016 – 닌텐도 3DS |
| 《포켓몬스터 썬·문》 발매일: - WW: 2016년 11월 18일 - 유럽: 2016년 11월 23일                                                                                     | 참조: - 7세대 포켓몬 소개. - 중국어 언어 최초 지원. - Z기술 도입. - 포켓몬의 리전폼 도입. |
| 《포켓몬스터 울트라썬·울트라문》 발매일: - WW: 2017년 11월 17일                                                                                                  | 플랫폼별 발매연도: 2017 – 닌텐도 3DS |
| 《포켓몬스터 울트라썬·울트라문》 발매일: - WW: 2017년 11월 17일                                                                                                  | 참조: - 《포켓몬스터 썬·문》의 강화 및 평행세계판. - 세대 중간에 새 포켓몬이 등장한 최초 게임. |
| 《포켓몬스터 레츠고! 피카츄·레츠고! 이브이》 발매일: - WW: 2018년 11월 16일                                                                                      | 플랫폼별 발매연도: 2018 – 닌텐도 스위치 |
| 《포켓몬스터 레츠고! 피카츄·레츠고! 이브이》 발매일: - WW: 2018년 11월 16일                                                                                      | 참조: - 《포켓몬 GO》와의 연동기능이 있는 《포켓몬스터 피카츄》의 리메이크. - 관동지방의 151마리 포켓몬만 존재하나, 《포켓몬스터 X·Y》와 《포켓몬스터 오메가루비·알파사파이어》의 메가진화 포켓몬과 《포켓몬스터 썬·문》의 알로라 리전폼 포켓몬 추가. - 주인공 포켓몬 이브이나 피카츄 이외에 원작 《포켓몬스터 피카츄》처럼 타 포켓몬이 플레이어 뒤를 따라오는 시스템 재도입. - 시리즈 최초로 야생 포켓몬 배틀이 존재하지 않고 《포켓몬 GO》의 포획 시스템 채용.                                                                                              |
| 《포켓몬스터 소드·실드》 발매일: - WW: 2019년 11월 15일 | 플랫폼별 발매연도: 2019 – 닌텐도 스위치 |
| 《포켓몬스터 소드·실드》 발매일: - WW: 2019년 11월 15일 | 참조: - 8세대 포켓몬 소개. - 다이맥스와 거다이맥스 소개. - 시리즈 최초로 전국도감을 제외해 각 지방의 포켓몬 중 부분만 등록되고 일부 포켓몬은 게임 내 미포함. - 시리츠 최초로 〈익스팬션 패스〉라는 제목으로 확장팩 출시. 첫 번째 확장팩 〈갑옷의 외딴섬〉은 2020년 6월 17일, 두 번째 확장팩 〈왕관의 설원〉은 2020년 10월 22일 출시. 이후 두 확장팩이 동봉된 패키지가 2020년 11월 6일 발매. |
| 《포켓몬스터 브릴리언트 다이아몬드·샤이닝 펄》 발매일: - WW: 2021년 11월 19일                                                                                    | 플랫폼별 발매연도: 2021 – 닌텐도 스위치 |
| 《포켓몬스터 브릴리언트 다이아몬드·샤이닝 펄》 발매일: - WW: 2021년 11월 19일                                                                                    | 참조: - 《포켓몬스터DP 디아루가·펄기아》의 리메이크. |
| 《Pokémon LEGENDS 아르세우스》 발매일: - WW: 2022년 1월 28일 | 플랫폼별 발매연도: 2022 – 닌텐도 스위치 |
| 《Pokémon LEGENDS 아르세우스》 발매일: - WW: 2022년 1월 28일 | 참조: - 《포켓몬스터 브릴리언트 다이아몬드·샤이닝 펄》의 프리퀄. |
| 《포켓몬스터 스칼렛·바이올렛》 발매일: - WW: 2022년 11월 18일 | 플랫폼별 발매연도: 2022 – 닌텐도 스위치 |
| 《포켓몬스터 스칼렛·바이올렛》 발매일: - WW: 2022년 11월 18일 | 참조: - 9세대 포켓몬 소개. |

### 보조 게임

#### 스타디움 시리즈
| 제목 | 설명                                                                      |
| --- | ------------------------------------------------------------------------- |
| 《포켓몬스터즈 스타디움》 발매일: - 일본: 1998년 8월 1일                                                                   | 플랫폼별 발매연도: 1998 – 닌텐도 64                                       |
| 《포켓몬스터즈 스타디움》 발매일: - 일본: 1998년 8월 1일                                                                   | 참조: - 닌텐도 정보개발본부 개발. - 일본에서만 출시.                      |
| 《포켓몬 스타디움》 발매일: - 일본: 1999년 4월 30일 - 북미: 2000년 2월 29일 - 호주: 2000년 3월 23일 - 유럽: 2000년 4월 7일 | 플랫폼별 발매연도: 1999 – 닌텐도 64                                       |
| 《포켓몬 스타디움》 발매일: - 일본: 1999년 4월 30일 - 북미: 2000년 2월 29일 - 호주: 2000년 3월 23일 - 유럽: 2000년 4월 7일 | 참조: - 닌텐도 정보개발본부 개발. - 일본판 제목 《포켓몬 스타디움 2》.    |
| 《포켓몬 스타디움 2》 발매일: - 일본: 2000년 12월 14일 - 북미: 2001년 3월 28일 - 호주: 2001년 10월 10일                    | 플랫폼별 발매연도: 2000 – 닌텐도 64                                       |
| 《포켓몬 스타디움 2》 발매일: - 일본: 2000년 12월 14일 - 북미: 2001년 3월 28일 - 호주: 2001년 10월 10일                    | 참조: - 닌텐도 정보개발본부 개발. - 일본판 제목 《포켓몬 스타디움 금은》. |

#### 기타 보조 게임
| 제목 | 설명                               |
| --- | ---------------------------------- |
| 《포켓몬 박스: 루비 & 사파이어》 발매일: - 일본: 2003년 5월 30일 - 북미: 2004년 7월 12일 - 유럽: 2004년 7월 14일 - 호주: 2004년 7월 16일      | 플랫폼별 발매연도: 2003 – 게임큐브 |
| 《포켓몬 박스: 루비 & 사파이어》 발매일: - 일본: 2003년 5월 30일 - 북미: 2004년 7월 12일 - 유럽: 2004년 7월 14일 - 호주: 2004년 7월 16일      | 참조: - 닌텐도 개발.               |
| 《포켓몬 콜로세움》 발매일: - 일본: 2003년 11월 21일 - 북미: 2004년 3월 22일 - 유럽: 2004년 5월 14일                                          | 플랫폼별 발매연도: 2003 – 게임큐브 |
| 《포켓몬 콜로세움》 발매일: - 일본: 2003년 11월 21일 - 북미: 2004년 3월 22일 - 유럽: 2004년 5월 14일                                          | 참조: - 지니어스 소노리티 개발.    |
| 《포켓몬 XD 어둠의 선풍 다크루기아》 발매일: - 일본: 2005년 8월 4일 - 북미: 2005년 10월 3일 - 호주: 2005년 11월 10일 - 유럽: 2005년 11월 18일 | 플랫폼별 발매연도: 2005 – 게임큐브 |
| 《포켓몬 XD 어둠의 선풍 다크루기아》 발매일: - 일본: 2005년 8월 4일 - 북미: 2005년 10월 3일 - 호주: 2005년 11월 10일 - 유럽: 2005년 11월 18일 | 참조: - 지니어스 소노리티 개발.    |
| 《포켓몬 배틀 레볼루션》 발매일: - 일본: 2006년 12월 14일 - 북미: 2007년 6월 25일 - 호주: 2007년 11월 22일 - 유럽: 2007년 12월 7일            | 플랫폼별 발매연도: 2006 – Wii      |
| 《포켓몬 배틀 레볼루션》 발매일: - 일본: 2006년 12월 14일 - 북미: 2007년 6월 25일 - 호주: 2007년 11월 22일 - 유럽: 2007년 12월 7일            | 참조: - 지니어스 소노리티 개발.    |
| 《모두의 포켓몬 목장》 발매일: - 일본: 2008년 3월 28일 - 북미: 2008년 6월 9일 - 유럽: 2008년 7월 4일 - 호주: 2008년 7월 4일                   | 플랫폼별 발매연도: 2008 – WiiWare  |
| 《모두의 포켓몬 목장》 발매일: - 일본: 2008년 3월 28일 - 북미: 2008년 6월 9일 - 유럽: 2008년 7월 4일 - 호주: 2008년 7월 4일                   | 참조: - 암브렐라 개발.             |

## 외전 게임

### 트레이딩 카드 게임

#### 포켓몬 카드 GB 시리즈
| 제목 | 설명                                                           |
| --- | -------------------------------------------------------------- |
| 《포켓몬 카드 GB》 발매일: - 일본: 1998년 12월 18일 - 호주: 2000년 4월 7일 - 북미: 2000년 4월 10일 - 유럽: 2000년 12월 15일 | 플랫폼별 발매연도: 1998 – 게임보이 컬러 2014 – 3DS 버추얼 콘솔 |
| 《포켓몬 카드 GB》 발매일: - 일본: 1998년 12월 18일 - 호주: 2000년 4월 7일 - 북미: 2000년 4월 10일 - 유럽: 2000년 12월 15일 | 참조: - 허드슨 소프트 개발.                                    |
| 《포켓몬 카드 GB2: GR단 납시오!》 발매일: - 일본: 2001년 3월 28일                                                           | 플랫폼별 발매연도: 2001 – 게임보이 컬러                        |
| 《포켓몬 카드 GB2: GR단 납시오!》 발매일: - 일본: 2001년 3월 28일                                                           | 참조: - 허드슨 소프트 개발.                                    |

#### 기타
| 제목                                                                 | 설명                                      |
| -------------------------------------------------------------------- | ----------------------------------------- |
| 《포켓몬 카드 게임: 사용법 DS》 발매일: - 일본: 2011년 8월 5일       | 플랫폼별 발매연도: 2011 – 닌텐도 DS       |
| 《포켓몬 카드 게임: 사용법 DS》 발매일: - 일본: 2011년 8월 5일       | 참조: - ZENER WORKS 및 크리처스 개발.     |
| 《포켓몬 트레이딩 카드 게임 카드 덱스》 발매일: - WW: 2019년 2월 8일 | 플랫폼별 발매연도: 2019 – iOS, 안드로이드 |
| 《포켓몬 트레이딩 카드 게임 카드 덱스》 발매일: - WW: 2019년 2월 8일 | 참조: - 포켓몬 컴퍼니 개발.               |

### 스냅 시리즈
| 제목                                                                                            | 설명                                                                                |
| ----------------------------------------------------------------------------------------------- | ----------------------------------------------------------------------------------- |
| 《포켓몬 스냅》 발매일: - 일본: 1999년 3월 21일 - 북미: 1999년 6월 30일 - 유럽: 2000년 9월 15일 | 플랫폼별 발매연도: 1999 – 닌텐도 64 2007 – Wii 버추얼 콘솔 2017 – Wii U 버추얼 콘솔 |
| 《포켓몬 스냅》 발매일: - 일본: 1999년 3월 21일 - 북미: 1999년 6월 30일 - 유럽: 2000년 9월 15일 | 참조: - HAL 연구소 개발.                                                            |
| 《New 포켓몬 스냅》 발매일: - WW: 2021년 4월 30일                                               | 플랫폼별 발매연도: 2021 – 닌텐도 스위치                                             |
| 《New 포켓몬 스냅》 발매일: - WW: 2021년 4월 30일                                               | 참조: - 반다이 남코 스튜디오 개발.                                                  |

### 기타 외전 게임
| 제목 | 설명                                |
| --- | ----------------------------------- |
| 《포켓몬 + 노부나가의 야망》 발매일: - 일본: 2012년 3월 17일 - 북미: 2012년 6월 18일 - 유럽: 2012년 6월 21일 - 호주: 2012년 7월 27일 | 플랫폼별 발매연도: 2012 – 닌텐도 DS |
| 《포켓몬 + 노부나가의 야망》 발매일: - 일본: 2012년 3월 17일 - 북미: 2012년 6월 18일 - 유럽: 2012년 6월 21일 - 호주: 2012년 7월 27일 | 참조: - 코에이 테크모 개발.         |

## 참조